# Cesare Beccaria
(da Dei delitti e delle pene)
Cesare Beccaria Bonesana, marchese di Gualdrasco e di Villareggio (Milano, 15 marzo 1738 – Milano, 28 novembre 1794), è stato un giurista, filosofo, economista e letterato italiano considerato tra i massimi esponenti dell'illuminismo italiano, figura di spicco della scuola illuministica milanese.
La sua opera principale, il trattato Dei delitti e delle pene, in cui viene condotta un'analisi politica e giuridica contro la pena di morte e la tortura sulla base della ragione e del pragmatismo di stampo utilitarista, è tra i testi più influenti della storia del diritto penale ed ispirò tra gli altri il codice penale voluto dal granduca Pietro Leopoldo di Toscana. Il suo pensiero fu fortemente influenzato dal Circolo dei fratelli Verri, soprattutto dal conte Pietro Verri, che nella Milano illuminista dettero vita alla rivista Il Caffè.
Nonno materno di Alessandro Manzoni, nonché prozio dello storico Napoleone Bertoglio Pisani, Cesare Beccaria è considerato inoltre come uno dei padri fondatori della teoria classica del diritto penale e della criminologia di scuola liberale.

## Biografia

### Origini familiari e matrimonio
Cesare Beccaria nacque a Milano, figlio di Giovanni Saverio di Francesco, discendente da una ramo dell'importante famiglia pavese dei Beccaria, e di Maria Visconti di Saliceto, il 15 marzo 1738. Il padre aveva sposato la Visconti in seconde nozze nel 1736, dopo essere rimasto vedovo nel 1730 di Cecilia Baldroni.
Fu educato a Parma dai gesuiti e si laureò in Giurisprudenza il 13 settembre 1758 all'Università degli Studi di Pavia.
Il 22 febbraio 1761 Cesare sposò la nobildonna spagnola Teresa de Blasco contro la volontà del padre, che lo costrinse a rinunciare ai diritti di primogenitura (mantenne però il titolo di marchese); da questo matrimonio ebbe quattro figli: Giulia (1762-1841), Maria (1766-1788), nata con gravi problemi neurologici e morta giovane, Giovanni Annibale nato e morto nel 1767 e Margherita anch'essa nata e morta nel 1772.
Il padre lo cacciò anche da casa dopo il matrimonio, così dovette essere ospitato da Pietro Verri, che lo mantenne anche economicamente per un periodo.
Teresa morì il 14 marzo 1774, a causa della sifilide o della tubercolosi. Beccaria, dopo appena 40 giorni di vedovanza, firmò il contratto di matrimonio con Anna dei Conti Barnaba Barbò, che sposò in seconde nozze il 4 giugno 1774, ad appena 82 giorni dalla morte della prima moglie. Da Anna Barbò ebbe un altro figlio, Giulio.

### I suoi primi lavori
Il suo avvicinamento all'Illuminismo avvenne dopo la lettura delle Lettere persiane di Montesquieu e del “Contratto sociale” di Rousseau, grazie ai quali si entusiasmò per i problemi filosofici e sociali ed entrò nel cenacolo di casa Verri, dove aveva sede anche la redazione del Caffè, il più celebre giornale politico-letterario del tempo, per il quale scrisse sporadicamente.

### La pubblicazione diDei delitti e delle pene
Dopo la pubblicazione di alcuni articoli di economia, nel 1764 diede alle stampe Dei delitti e delle pene, capolavoro ispirato dalle discussioni in casa Verri del problema dello stato deplorevole della giustizia penale. Inizialmente anonimo è un breve scritto contro la tortura e la pena di morte che ebbe enorme fortuna in tutta Europa e nel mondo e in particolare in Francia.

Contro le posizioni di Beccaria uscì, nel 1765 il testo Note ed osservazioni sul libro intitolato Dei delitti e delle pene di Ferdinando Facchinei. Le polemiche che ne seguirono contribuirono alla decisione di mettere il trattato di Beccaria all'Indice dei libri proibiti nel 1766, a causa della distinzione tra peccato e reato.

Dei delitti e delle pene, 1765.

### Il viaggio in Francia e gli ultimi anni
Nel 1766 Beccaria viaggiò poi controvoglia fino a Parigi, e solo dietro l'insistenza dei fratelli Verri e dei filosofi francesi desiderosi di conoscerlo. Fu accolto per breve tempo nel circolo del barone d'Holbach. La sua giustificata gelosia per la moglie lontana e il suo carattere ombroso e scostante, fecero sì che appena possibile tornasse a Milano, lasciando solo il suo accompagnatore Alessandro Verri a proseguire il viaggio verso l'Inghilterra. Il carattere riservato e riluttante di Beccaria, tanto nelle vicende private quanto nelle pubbliche, ebbe nei fratelli Verri, e soprattutto in Pietro, un fondamentale punto di appoggio e di stimolo soprattutto quando iniziò ad interessarsi allo studio dell'economia. Come Rousseau, Beccaria era a tratti paranoico e aveva spesso sbalzi d'umore, la sua personalità era abbastanza indolente e il carattere debole, poco brillante e non portato alla vita sociale; ciò non gli impediva però di esprimere molto bene i concetti che aveva in mente, soprattutto nei suoi scritti.
Tornato a Milano nel 1768 ottenne la cattedra di Scienze Camerali (economia politica), creata per lui nelle scuole palatine di Milano e cominciò a progettare una grande opera sulla convivenza umana, mai completata.

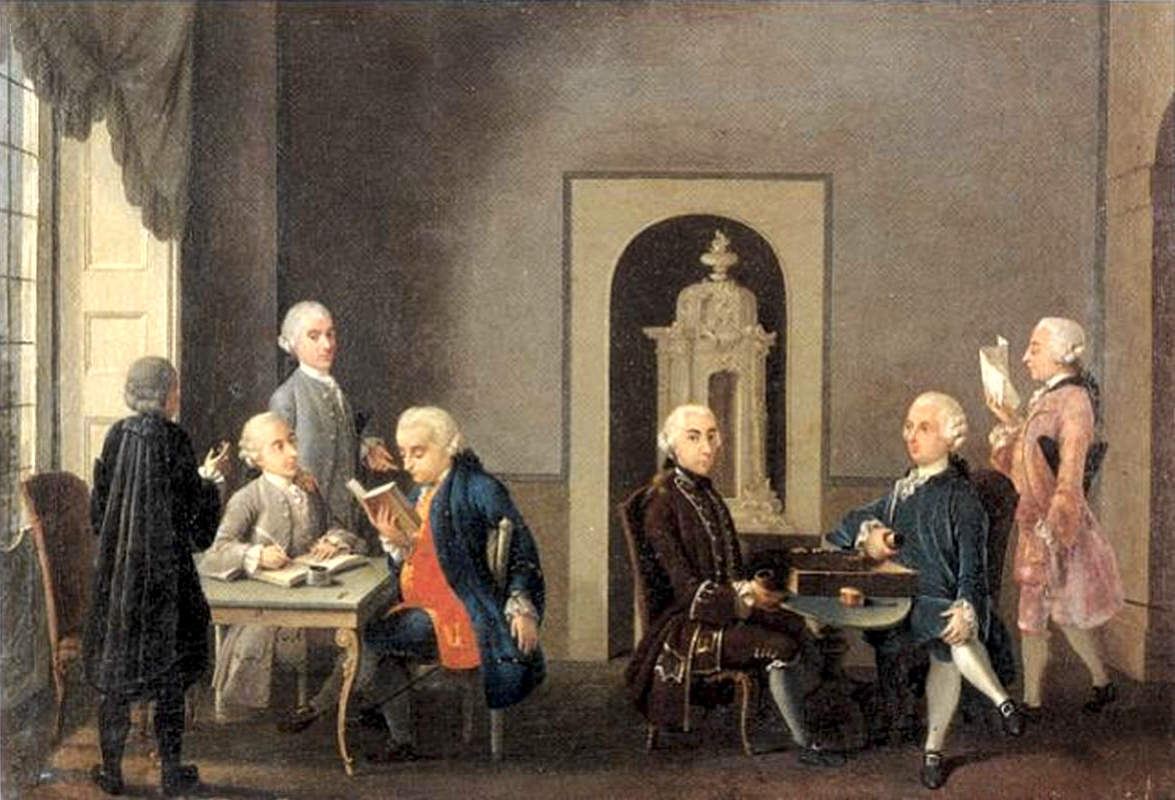
Antonio Perego, L'Accademia dei Pugni. Da sinistra a destra: Alfonso Longo (di spalle), Alessandro Verri, Giambattista Biffi, Cesare Beccaria, Luigi Stefano Lambertenghi, Pietro Verri, Giuseppe Visconti di Saliceto

Entrato nell'amministrazione austriaca nel 1771, fu nominato membro del Supremo Consiglio dell'Economia, contribuendo alle riforme asburgiche sotto Maria Teresa e Giuseppe II. Fu criticato per questo dagli amici (tra cui Pietro Verri), che gli rimproveravano di essere diventato un burocrate. Gli studiosi, però, considerano questi giudizi ingiusti dal momento che Cesare Beccaria si dedicò ad importanti riforme, che richiedevano una notevole preparazione intellettuale, non solo amministrativa. Fra queste ci fu la riforma delle misure dello stato milanese, intrapresa prima di quella del sistema metrico decimale francese, e a cui Beccaria, insieme al fratello Annibale, dedicò quasi vent'anni della sua vita. (La riforma, notevolmente complessa, coinvolse alla fine solo il braccio milanese. La successiva riforma dei pesi non fu mai realizzata).
Il suo rapporto con la figlia Giulia, futura madre di Alessandro Manzoni, fu conflittuale per gran parte della sua vita; ella era stata messa in collegio (nonostante Beccaria avesse spesso deprecato i collegi religiosi) subito dopo la morte della madre e lì dimenticata per quasi sei anni: suo padre non volle più sapere niente di lei per molto tempo e non la considerò mai sua figlia, bensì il frutto di una relazione extraconiugale delle numerose che la moglie aveva avuto. Beccaria non si sentiva adeguato al ruolo di padre, inoltre negò l'eredità materna alla figlia, avendo contratto dei debiti: ciò gli diede la fama di irriducibile avarizia. Giulia uscì dal collegio nel 1780, frequentando poi gli ambienti illuministi e libertini. Nel 1782 la diede in sposa al conte Pietro Manzoni, più vecchio di vent'anni di lei: il nipote Alessandro nacque nel 1785, ma pare fosse in realtà il figlio di Giovanni Verri, fratello minore di Pietro e Alessandro, e amante di Giulia. Prima della morte del padre, Giulia abbandonò il marito, nel 1792, per andare a vivere a Parigi insieme al conte Carlo Imbonati, rompendo i rapporti definitivamente col padre, e temporaneamente anche con il figlio.
Beccaria morì a Milano il 28 novembre 1794, a causa di un ictus, all'età di 56 anni, e trovò sepoltura nel Cimitero della Mojazza, fuori Porta Comasina, in una sepoltura popolare (dove fu sepolto anche Giuseppe Parini) anziché nella tomba di famiglia. Quando tutti i resti vennero traslati nel cimitero monumentale di Milano, un secolo dopo, si perse traccia della tomba del grande giurista. Pietro Verri, con una riflessione valida ancora oggi, deplorò nei suoi scritti il fatto che i milanesi non avessero onorato abbastanza il nome di Cesare Beccaria, né da vivo né da morto, che tanta gloria aveva portato alla città. Ai funerali di Beccaria era presente anche il giovane nipote Alessandro Manzoni (che riprenderà molte delle riflessioni del nonno e di Verri nella Storia della colonna infame e nel suo capolavoro, I promessi sposi), nonché il figlio superstite ed erede, Giulio.

## Il pensiero
Beccaria fu influenzato dalla lettura di Locke, Helvétius, Rousseau e, come gran parte degli illuministi milanesi, dal sensismo di Condillac. Fu influenzato anche dagli enciclopedisti, in particolare da Voltaire e Diderot.
Partendo dalla classica teoria contrattualistica del diritto, derivata in parte dalla formulazione datane da Rousseau, che sostanzialmente fonda la società su un contratto sociale (nell'omonima opera) teso a salvaguardare i diritti degli individui e a garantire in questo modo l'ordine, Beccaria definì in pratica il delitto in maniera laica come una violazione del contratto, e non come offesa alla legge divina, che appartiene alla coscienza della persona e non alla sfera pubblica. La società nel suo complesso godeva pertanto di un diritto di autodifesa, da esercitare in misura proporzionata al delitto commesso (principio del proporzionalismo della pena) e secondo il principio contrattualistico per cui nessun uomo può disporre della vita di un altro (Rousseau non considerava moralmente lecito nemmeno il suicidio, in quanto non l'uomo, ma la natura, nella visione del ginevrino, aveva potere sulla propria vita, e quindi tale diritto non poteva certamente andare allo Stato, che comunque avrebbe violato un diritto individuale).

### La natura utilitaristica del pensiero di Beccaria
Il punto di vista illuministico del Beccaria si concentra in frasi come «Non vi è libertà ogni qual volta le leggi permettono che in alcuni eventi l'uomo cessi di essere persona e diventi cosa». Ribadisce come è necessario neutralizzare l'«inutile prodigalità di supplizi» ampiamente diffusi nella società del suo tempo.
La tesi umanitaria, messa in risalto da Voltaire, è parzialmente da lui accantonata, in quanto Beccaria vuole dimostrare pragmaticamente l'inutilità della tortura e della pena di morte, più che la loro ingiustizia.
Egli è infatti consapevole che i legislatori sono mossi più dall'utile pratico di una legge, che da principi assoluti, di ordine religioso o filosofico.
Beccaria afferma infatti che «se dimostrerò non essere la morte né utile né necessaria, avrò vinto la causa dell'umanità».
Beccaria quindi si inserisce nel filone utilitaristico: considera l'utile come movente e metro di valutazione di ogni azione umana.

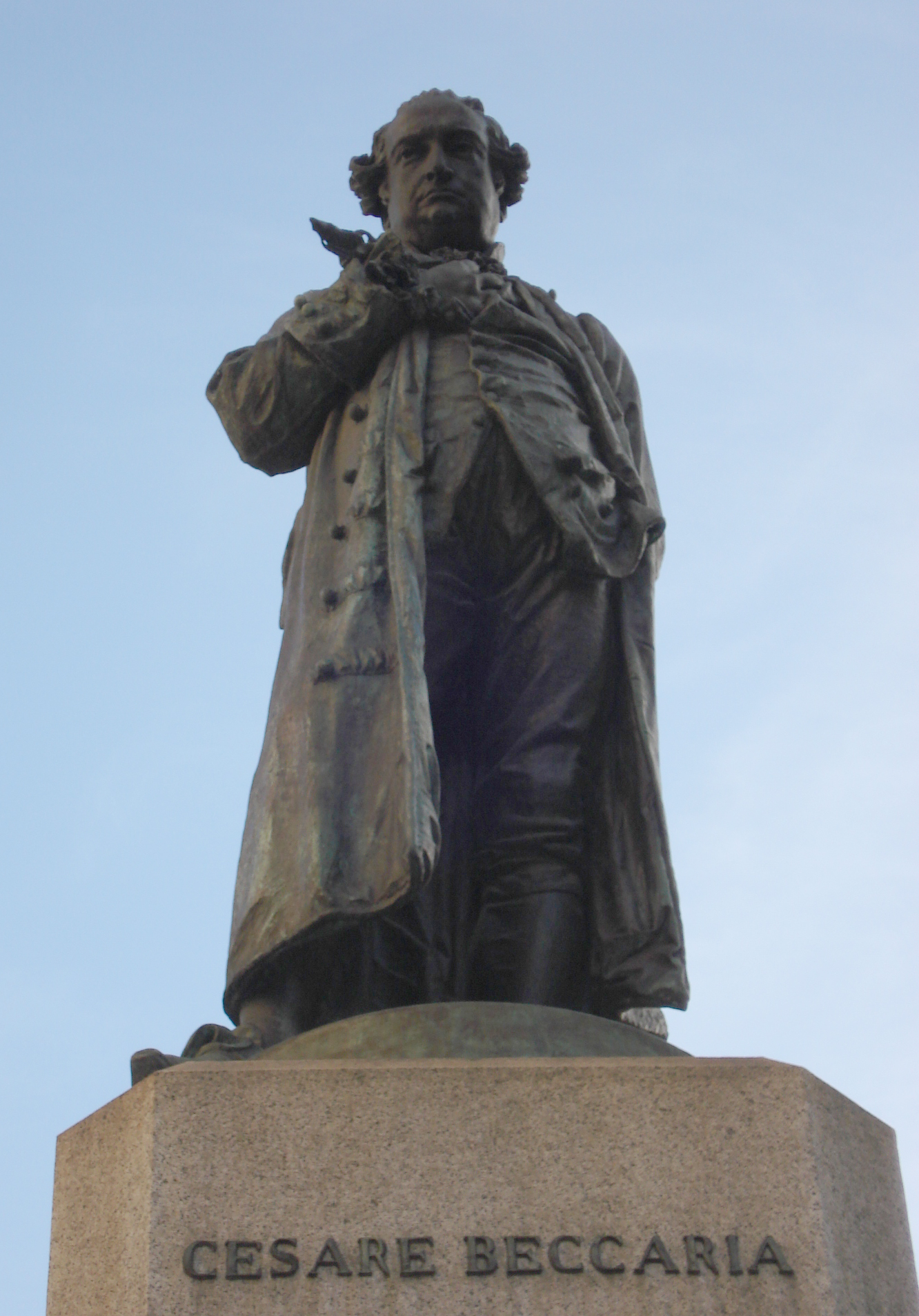
Monumento a Cesare Beccaria, Giuseppe Grandi, Milano

L'ambito della sua dottrina è quello general-preventivo, nel quale si suppone che l'uomo sia condizionabile in base alla promessa di un premio o di un castigo e, nel contempo, si ritiene che sussista fra ogni cittadino e le istituzioni una conflittualità più o meno latente.
Sostiene la laicità dello Stato.
Adotta come metodo d'indagine quello analitico-deduttivo (tipico della matematica) e per lui l'esperienza è da intendersi in termini fenomenici (approccio sensista).
La natura umana si svolge in una dimensione edonistico-pulsionistica, ovvero sia i singoli, sia la moltitudine, agiscono seguendo i loro sensi.
In poche parole l'uomo è caratterizzato dall'edonismo.
Gli individui possono essere paragonati a dei «fluidi» messi in movimento dalla costante ricerca del piacere, intesa come fuga dal dolore.
L'uomo però è una macchina intelligente capace di razionalizzare le pulsioni, in modo da consentire la vita in società; infatti certamente ogni uomo pretende di essere autonomo e insindacabile nelle sue decisioni, ma si rende conto della convenienza della vita sociale.
Ma la conflittualità rimane e quindi bisogna impedire che il cittadino venga sedotto dall'idea di infrangere la legge al fine di perseguire il proprio utile a tutti i costi, pertanto il legislatore, da «abile architetto», deve predisporre sanzioni e premi in funzione preventiva; è necessario tenere sotto controllo i «fluidi», inibendo le pulsioni antisociali.
Tuttavia Beccaria sostiene che la sanzione deve essere sì idonea e sicura, a garantire la difesa sociale, ma al contempo mitigata e rispettosa della persona umana.

### Il rifiuto della pena di morte
(Dei delitti e delle pene, cap. XXVIII)

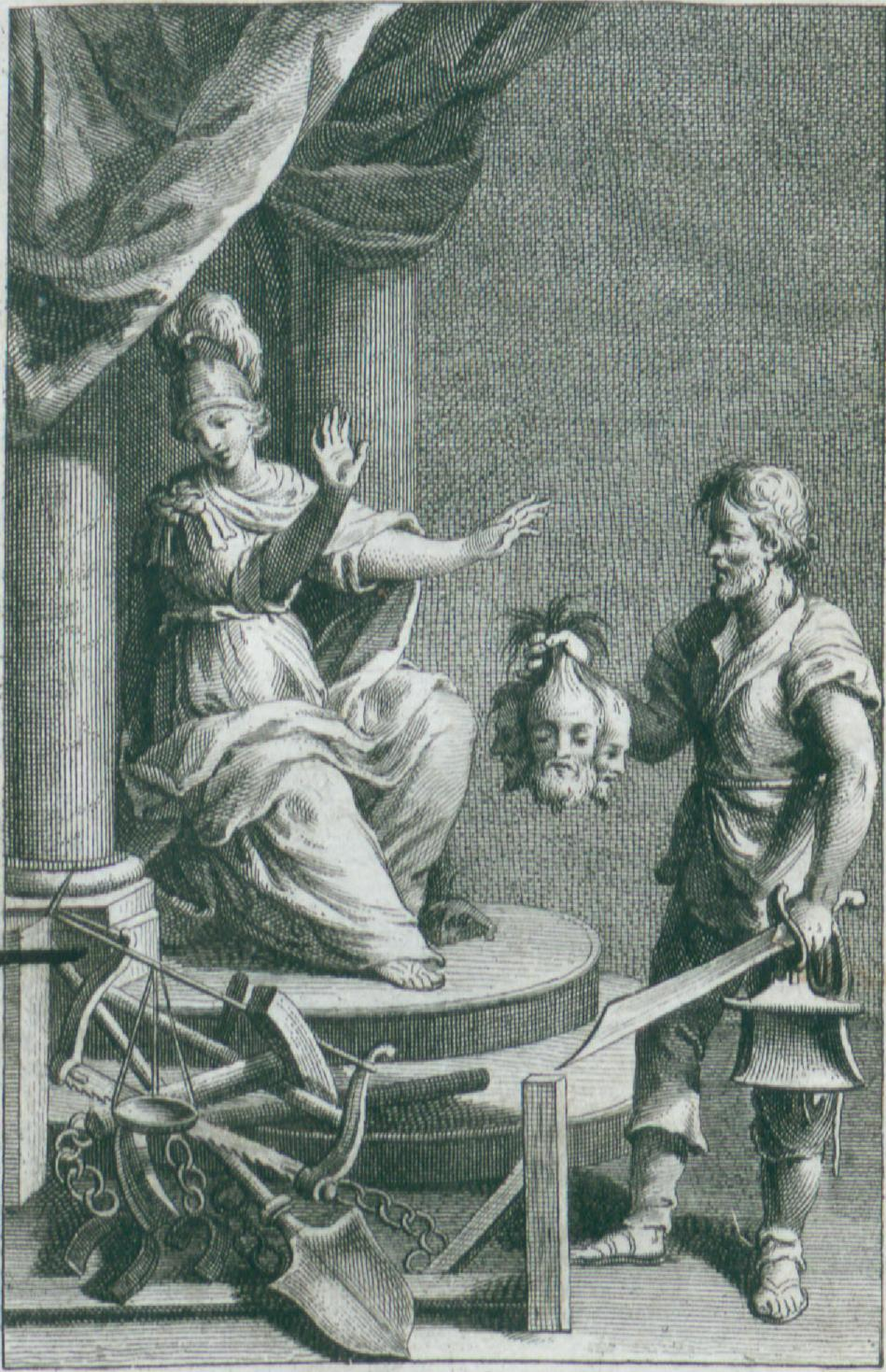
Illustrazione allegorica da Dei delitti e delle pene: la Giustizia personificata respinge il boia, con in mano tre teste, e una spada.

La pena di morte, “una guerra della nazione contro un cittadino”, è inaccettabile perché il bene della vita è indisponibile, quindi sottratto alla volontà del singolo e dello Stato.

Inoltre essa:
- non è un vero deterrente
- non è assolutamente necessaria in tempo di pace

Essa non svolge un'adeguata azione intimidatoria poiché lo stesso criminale teme meno la morte di un ergastolo perpetuo o di una miserabile schiavitù: si tratta di una sofferenza definitiva contro una sofferenza ripetuta. Ai soggetti che assistono alla sua esecuzione, inoltre, essa può apparire come uno spettacolo o suscitare compassione. Nel primo caso, essa indurisce gli animi, rendendoli più inclini al delitto; nel secondo, non rafforza il senso di obbligatorietà della legge e il senso di fiducia nelle istituzioni.
Questa condizione è assai più potente dell'idea della morte e spaventa più chi la vede che chi la soffre; è quindi efficace ed intimidatoria, benché tenue. In realtà così facendo viene sostituita alla morte del corpo la morte dell'anima, il condannato viene annichilito interiormente. Tuttavia non è la punizione fine a sé stessa l'obiettivo di Beccaria, ma egli utilizza questo argomento dell'afflittività penale per convincere i governanti e i giudici, in quanto il suo fine resta eminentemente rieducativo e risarcitivo (il condannato non deve essere afflitto o torturato, ma deve riparare il danno in maniera economico-politica, come previsto da una concezione puramente utilitaristica e di giustizia anti-retributiva).
Beccaria ammette che il ricorso alla pena capitale sia necessario solo quando l'eliminazione del singolo fosse il vero ed unico freno per distogliere gli altri dal commettere delitti, come nel caso di chi fomenta tumulti e tensioni sociali: ma questo caso non sarebbe applicabile se non verso un individuo molto potente e solo in caso di una guerra civile.

Tale motivazione fu usata, per chiedere la condanna di Luigi XVI, da Maximilien de Robespierre, il quale era inizialmente avverso alla pena capitale ma in seguito diede il via ad un uso spropositato della pena di morte e poi al Terrore; comportamenti del tutto inammissibili nel pensiero di Beccaria, che infatti prese le distanze, come molti illuministi moderati, dalla Rivoluzione francese dopo il 1793.

### L'avversione alla tortura
La tortura, “l'infame crociuolo della verità”, viene confutata da Beccaria con varie argomentazioni:
- essa viola la presunzione di innocenza, dato che «un uomo non può chiamarsi reo fino alla sentenza del giudice».
- consiste in un'afflizione e pertanto è inaccettabile; se il delitto è certo porta alla pena stabilita dalle leggi, se è incerto non si deve tormentare un possibile innocente.
- non è operativa in quanto induce a false confessioni, poiché l'uomo, stremato dal dolore, arriverà ad affermare falsità al fine di porre termine alla sofferenza.
- è da rifiutarsi anche per motivi di umanità: l'innocente è posto in condizioni peggiori del colpevole.
- non porta all'emenda del soggetto, né lo purifica agli occhi della collettività.

Beccaria ammette razionalmente l'afflizione della tortura nel caso di testimone reticente, cioè a chi durante il processo si ostini a non rispondere alle domande; in questo caso la tortura trova una sua giustificazione, ma egli preferisce comunque chiederne la totale abolizione, in quanto l'argomento utilitario viene in questo caso sopraffatto comunque da quello razionale (il fatto che è ingiusto applicare una pena preventiva, sproporzionata e comunque violenta).

### Il carcere preventivo
Beccaria mostra dubbi e raccomanda cautela nella custodia cautelare in attesa di processo, attuata negli ordinamenti penali solitamente in casi di pericolo di fuga, reiterazione o inquinamento delle prove, e alla sua epoca assolutamente discrezionale e ingiusta. 
Può essere necessaria, ma essendo comunque una pena contro un presunto innocente, come la tortura (concezione garantista della giustizia), non deve essere attuata tramite arbitrio di un magistrato o di un ufficiale di polizia. La carcerazione dopo cattura e prima del processo è ammessibile solo quando ci sia, oltre ogni dubbio la prova della pericolosità dell'imputato: «pubblica fama, la fuga, la stragiudiciale confessione, quella d'un compagno del delitto, le minacce e la costante inimicizia con l'offeso, il corpo del delitto, e simili indizi, sono prove bastanti per catturare un cittadino. Ma queste prove devono stabilirsi dalla legge e non dai giudici, i decreti de' quali sono sempre opposti alla libertà politica, quando non sieno proposizioni particolari di una massima generale esistente nel pubblico codice».
Le prove dovranno essere quanto più solide quanto la prigionia rischi di essere lunga o pesante: «A misura che le pene saranno moderate, che sarà tolto lo squallore e la fame dalle carceri, che la compassione e l'umanità penetreranno le porte ferrate e comanderanno agli inesorabili ed induriti ministri della giustizia, le leggi potranno contentarsi d'indizi sempre più deboli per catturare».
Egli raccomanda inoltre la piena riabilitazione per la carcerazione ingiusta: «Un uomo accusato di un delitto, carcerato ed assoluto, non dovrebbe portar seco nota alcuna d'infamia. Quanti romani accusati di gravissimi delitti, trovati poi innocenti, furono dal popolo riveriti e di magistrature onorati! Ma per qual ragione è così diverso ai tempi nostri l'esito di un innocente? perché sembra che nel presente sistema criminale, secondo l'opinione degli uomini, prevalga l'idea della forza e della prepotenza a quella della giustizia; si gettano confusi nella stessa caverna gli accusati e i convinti; perché la prigione è piuttosto un supplizio, che una custodia del reo, e perché la forza interna tutrice delle leggi è separata dalla esterna difenditrice del trono e della nazione, quando unite dovrebbono essere».

### Il carattere della sanzione

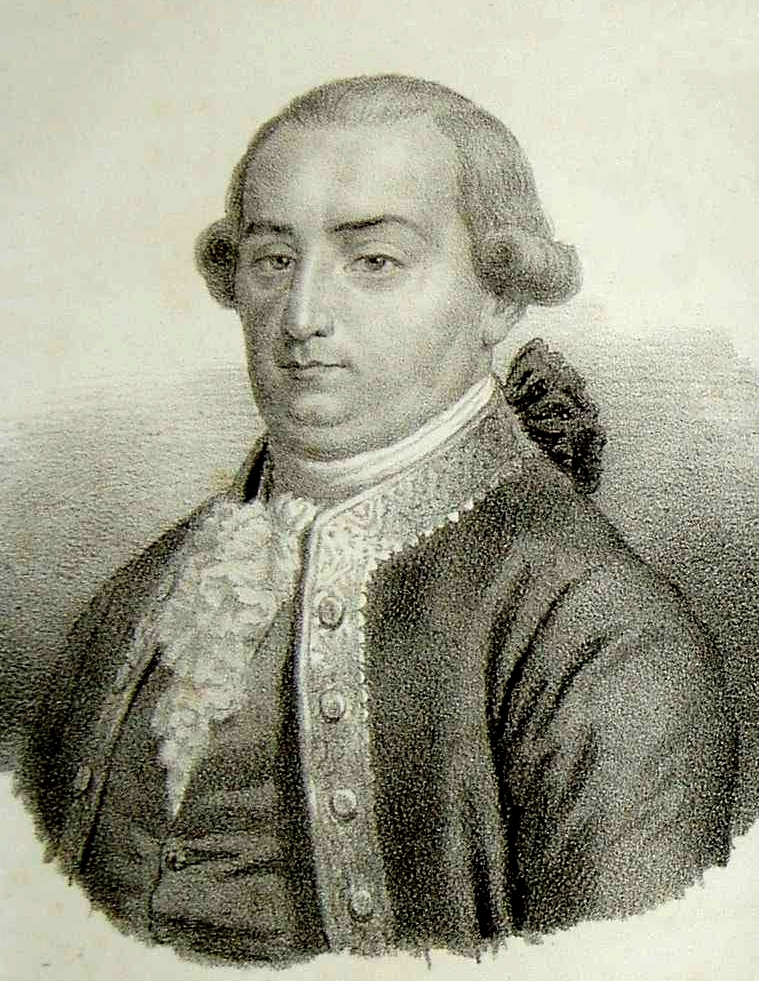
Cesare Beccaria, incisione da Dei delitti e delle pene

Beccaria indica come la sanzione deve possedere alcuni requisiti:
- la prontezza ovvero la vicinanza temporale della pena al delitto
- l'infallibilità ovvero vi deve essere la certezza della risposta sanzionatoria da parte delle autorità
- la proporzionalità con il reato (difficile da realizzare ma auspicabile)
- la durata, che dev'essere adeguata
- la pubblica esemplarità, infatti la destinataria della sanzione è la collettività, che constata la non convenienza all'infrazione
- essere la «minima delle possibili nelle date circostanze»[15]

Secondo Beccaria, per ottenere un'approssimativa proporzionalità pena-delitto, bisogna tener conto:
- del danno subito dalla collettività
- del vantaggio che comporta la commissione di tale reato
- della tendenza dei cittadini a commettere tale reato

Non dev'essere comunque una violenza gratuita, ma dev'essere dettata dalle leggi, oltre a possedere tutti i caratteri razionali citati, e sprovvista di personalismi e sentimenti irrazionali di vendetta.
La pena è oltretutto una extrema ratio, infatti si dovrebbe evitare di ricorrere ad essa quando si hanno efficaci strumenti di controllo sociale (non deve inoltre colpire le intenzioni in maniera analoga al fatto compiuto: ad esempio, l'attentato fallito non è paragonabile a uno riuscito). Per questi motivi è importante attuare degli espedienti di “prevenzione indiretta”, come ad esempio: un sistema ordinato della magistratura, la diffusione dell'istruzione nella società, il diritto premiale (premiare la virtù del cittadino, anziché punire solo la colpa), una riforma economico-sociale che migliori le condizioni di vita delle classi sociali disagiate. Beccaria si dichiara inoltre sospettoso verso il sistema delatorio (cosiddetta collaborazione di giustizia), da usare solo per prevenire delitti importanti, in quanto incoraggia il tradimento e favorisce dei criminali rei confessi dando loro l'impunità.
Per quanto riguarda l'istituto premiale nella pena già comminata, cioè le amnistie e la grazia, essi possono essere usati ma con cautela: al condannato che si comporta in maniera esemplare durante l'esecuzione della pena o in casi specifici, ma solo in caso di pene pesanti, esse possono essere concesse; suggerisce però di limitare la discrezionalità del governante e del giudice, poiché egli teme che lo strumento della clemenza venga usato per favoritismi, come nell'Antico Regime, eliminando anche pene lievi a persone che siano potenti o vicini politicamente o umanamente al sovrano: «La clemenza è la virtú del legislatore e non dell'esecutor delle leggi», scrive infatti.
Pertanto il fine della sanzione non è quello di affliggere, ma quello di impedire al reo di compiere altri delitti e di intimidire gli altri dal compierne altri, fino a parlare di "dolcezza della pena", in contrasto alla pena violenta:
I paesi e i tempi dei più atroci supplicii furon sempre quelli delle più sanguinose ed inumane azioni, poiché il medesimo spirito di ferocia che guidava la mano del legislatore, reggeva quella del parricida e del sicario. (...) Perché una pena ottenga il suo effetto basta che il male della pena ecceda il bene che nasce dal delitto, e in questo eccesso di male deve essere calcolata l'infallibilità della pena e la perdita del bene che il delitto produrrebbe. Tutto il di più è dunque superfluo e perciò tirannico.»

### Il diritto all'autodifesa: sul porto di armi
Il pensiero di Beccaria sul porto di armi, che egli riteneva un utile strumento di deterrenza del crimine, si riassume nelle seguenti citazioni:
Le leggi che proibiscono di portare armi sono leggi di tal natura; esse non disarmano che i non inclinati né determinati ai delitti, mentre coloro che hanno il coraggio di poter violare le leggi più sacre della umanità e le più importanti del codice, come rispetteranno le minori e le puramente arbitrarie, e delle quali tanto facili ed impuni debbon essere le contravvenzioni, e l'esecuzione esatta delle quali toglie la libertà personale, carissima all'uomo, carissima all'illuminato legislatore, e sottopone gl'innocenti a tutte le vessazioni dovute ai rei?
Queste peggiorano la condizione degli assaliti, migliorando quella degli assalitori, non iscemano gli omicidii, ma gli accrescono, perché è maggiore la confidenza nell'assalire i disarmati che gli armati.
Queste si chiamano leggi non prevenitrici ma paurose dei delitti, che nascono dalla tumultuosa impressione di alcuni fatti particolari, non dalla ragionata meditazione degl'inconvenienti ed avantaggi di un decreto universale»

## Influenza
Anche il poeta Ugo Foscolo rileverà nelle Ultime lettere di Jacopo Ortis che "le pene crescono coi supplizi".
Inoltre, Beccaria fu affine e simpatizzante degli ideali della Massoneria, ma negò la propria affiliazione massonica (così come fecero i fratelli Verri), malgrado gli ideali della rivista Il Caffè nella quale scriveva il massone Giambattista Biffi. L'opera e il pensiero di Beccaria e di Gaetano Filangieri furono continuati da Francesco Mario Pagano
Il lavoro di Beccaria influenzò la codificazione del Granducato di Toscana, concretizzata nella Riforma della legislazione criminale toscana, promulgata da Pietro Leopoldo d'Asburgo il 30 novembre 1786, meglio conosciuta come "Codice leopoldino" col quale la Toscana divenne il primo stato in Europa ad eliminare integralmente la pena di morte e la tortura dal proprio sistema penale. Precedentemente era stata la Francia ad abolire la sola tortura, con una legge emanata da Luigi XVI nel 1780.
Il filosofo utilitarista Jeremy Bentham ne riprenderà alcune idee.
Le idee del Beccaria stimolarono un dibattito (si pensi alle critiche che Kant gli mosse nella sua Metafisica dei costumi) ancora vivo e attuale oggi.

## Citazioni e riferimenti

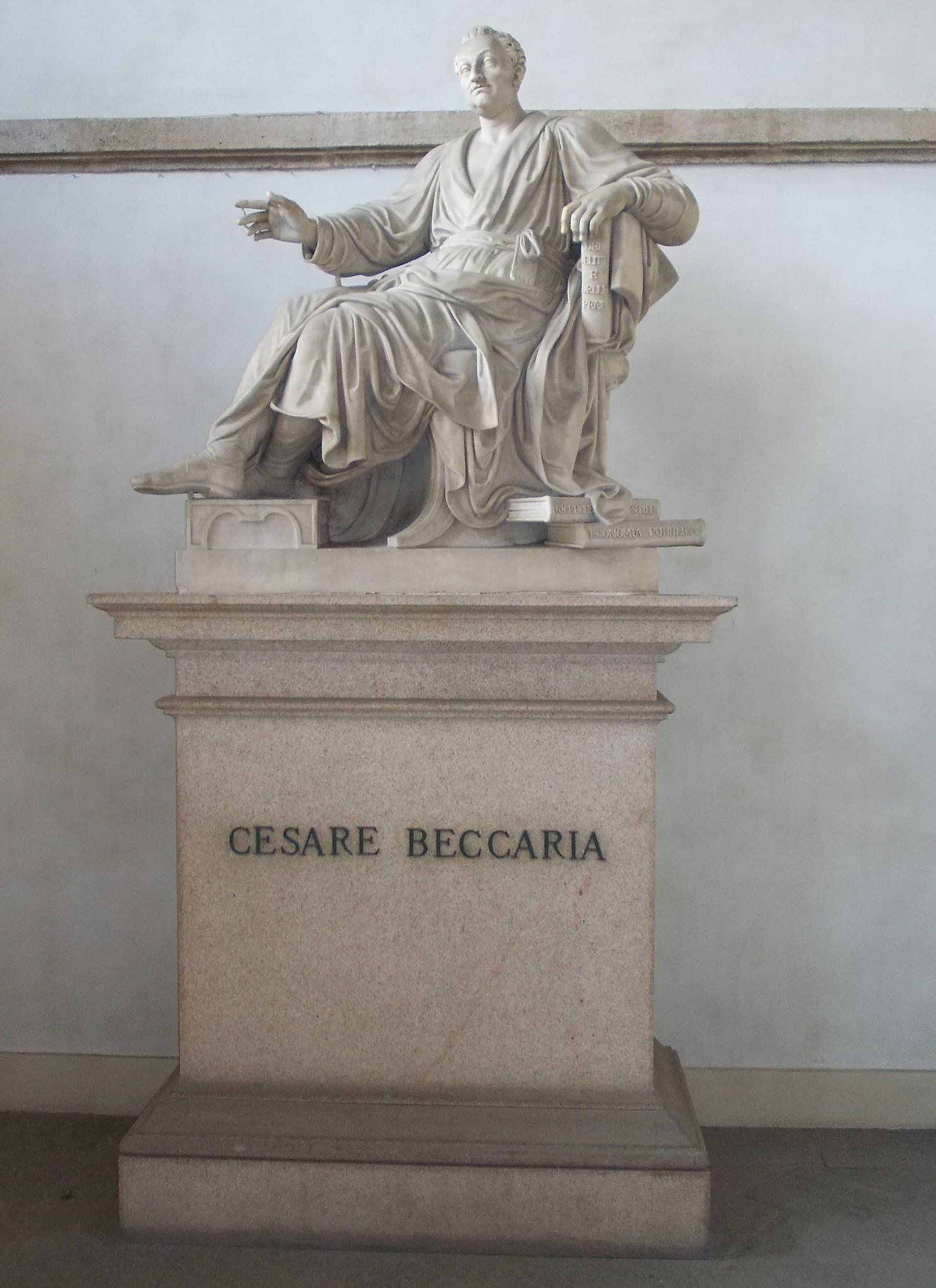
Monumento a Cesare Beccaria, Milano

- Nel 1837 venne realizzato un monumento a Cesare Beccaria, opera dello scultore Pompeo Marchesi, posto sulla scalinata richiniana del palazzo di Brera.
- Nel 1871 venne inaugurato un secondo monumento in marmo a Milano (oggi piazza Beccaria); a causa del deterioramento, nel 1913 il monumento fu sostituito da una copia in bronzo.
- Gli è stato dedicato un asteroide: 8935 Beccaria.
- Il carcere minorile di Milano è a lui intitolato.
- A lui è intitolato un prestigioso Liceo Classico milanese, il Ginnasio Liceo Statale Cesare Beccaria.
- A lui è dedicato uno dei 3 dipartimenti della Facoltà di Giurisprudenza dell'Università degli Studi di Milano.

## Opere
- Del disordine e de' rimedi delle monete nello Stato di Milano nell'anno 1762 (1762)
- Dei delitti e delle pene, München, 1764.
  -  Dei delitti e delle pene, Livorno, Marco Cortellini, 1765.
  -  Dei delitti e delle pene, Harlem [i.e. Parigi?], [s.n.], 1766.
  -  Dei delitti e delle pene, Harlem, Giovanni Claudio Molini, 1780.
- Ricerche intorno alla natura dello stile (1770)
- Elementi di economia pubblica (1804)

### Raccolte di articoli
Gli articoli di Beccaria per Il caffè sono in: Gianni Francioni, Sergio Romagnoli (a cura di) «Il Caffè» dal 1764 al 1766, Collana «Pantheon», Bollati Boringhieri Editore, 2005 Due volumi,

## Edizione nazionale delle opere di Cesare Beccaria
L'Edizione nazionale delle opere di Cesare Beccaria è stata curata da Mediobanca. 
Fu avviata nel 1978 con il sostegno di Franco Venturi, Leo Valiani e Luigi Firpo al fine di onorare memoria di Adolfo Tino, presidente di Mediobanca dal 1958 al 1977.
L'Edizione Nazionale è stata conclusa nel 2015 e tutti i volumi sono scaricabili in pdf dal sito dell'Archivio Storico Mediobanca "Vincenzo Maranghi".

## Genealogia
Dati tratti da genealogia settecentesca della famiglia Beccaria con indicazione della discendenza di Cesare Beccaria.
| Simone - «attese a negozi con prosperità gli anni 1557». |  | |  | |
|                                                          |  | Gerolamo - «tesoriere di vari luoghi pii, uomo di molti trafici gli anni 1596». Sposò Isabella Busnata di Giovanni Stefano.                                                                       |  | |
|                                                          |  | |  | |
|                                                          |  | |  | Galeazzo - «I.C. causidico nel civile». |
|                                                          |  | |  | |
|                                                          |  | Francesco - «cassiere generale del Banco Sant'Ambrogio sino a morte ed agente del luogo Pio della Carità». Sposò Anna Cremasca.                                                                   |  | |
|                                                          |  | |  | |
|                                                          |  | |  | Filippo - «Successe al padre nel posto di cassiere suddetto, che poscia rinunciò e si fece sacerdote». |
|                                                          |  | |  | |
|                                                          |  | Anastasia - «Monaca in Vigevano» |  | |
|                                                          |  | |  | |
|                                                          |  | Giovanni - «Alla morte di suo padre ebbe un'entrata di scuti 5000 con che la trattò alla cavalleresca». Sposò Maddalena Bonesana figlia di Francesco («rimaritata nel conte Isidoro del Careto»). |  | |
|                                                          |  | |  | |
|                                                          |  | |  | Francesco - «Fece aquisto de sudetti feudi di Gualdrasco e Villareggio nel vicariato di Settimo per istrumento 3 marzo 1705 rogato dal notaio Benag.a. Creato marchese nel 1711 per cesareo diploma». Sposò Francesca Paribelli di Nicolò «da Sondrio nella Valtellina».                                             |
|                                                          |  | |  | |
|                                                          |  | |  | Giovanni Saverio (1697-1782) - Secondo marchese di Gualdrasco e di Villareggio. Ereditò il cognome Bonesana del prozio Cesare Bonesana. Con decreto 21 dicembre 1759 entrò a far parte del patriziato milanese. Sposò (1) nel 1730 Cecilia Baldironi (1706-1731) (2) nel 1736 Maria Visconti di Saliceto (1709-1773) |
|                                                          |  | |  | |
|                                                          |  | |  | (2) Cesare - Terzo marchese di Gualdrasco e di Villareggio. Sposò (1) nel 1761 Teresa de Blasco (1745-1774) (2) nel 1774 Anna Barbò (1752-1803). |
|                                                          |  | |  | |
|                                                          |  | |  | (1) Giulia (1762-1841) - Sposò nel 1782 Pietro Manzoni. |
|                                                          |  | |  | |
|                                                          |  | (1) Anna Maria Aloisia (1766-1788) |  | |
|                                                          |  | |  | |
|                                                          |  | (1) Giovanni Annibale (1767-...) |  | |
|                                                          |  | |  | |
|                                                          |  | (2) Margherita Teresa (1775-...) |  | |
|                                                          |  | |  | |
|                                                          |  | (2) Giulio (1775-1858) - Quarto marchese di Gualdrasco e di Villareggio. Sposò nel 1821 Antonietta Curioni de Civati (1805-1866).                                                                 |  | |
|                                                          |  | |  | |
|                                                          |  | |  | Due figlie |
|                                                          |  | |  | |
|                                                          |  | (2) Francesca Cecilia (1739-1742) |  | |
|                                                          |  | |  | |
|                                                          |  | (2) Cesare Antonio (1740-1742) |  | |
|                                                          |  | |  | |
|                                                          |  | (2) Maddalena (n. 1747) - Sposò (1) nel 1766 Giulio Cesare Isimbardi (1742 -1778) (2) nel 1778 ... Tozzi.                                                                                         |  | |
|                                                          |  | |  | |
|                                                          |  | (2) Annibale (1748-1805) - Sposò nel 1776 Marianna Vaccani (1756-1803). |  | |
|                                                          |  | |  | |
|                                                          |  | (2) Francesco (1749-1856) - Sposò nel 1775 Rosa Conti (vedova Fè). |  | |
|                                                          |  | |  | |
|                                                          |  | |  | Carlo (1778-1835) - Sposò nel 1827 Rosa Tronconi (1800-1867) |
|                                                          |  | |  | |
|                                                          |  | Giacomo (1779-1854) |  | |
|                                                          |  | |  | |
|                                                          |  | Filippo Maria - abate |  | |
|                                                          |  | |  | |
|                                                          |  | Carlo |  | |
|                                                          |  | |  | |
|                                                          |  | Teresa - monaca |  | |
|                                                          |  | |  | |
|                                                          |  | Chiara - monaca |  | |
|                                                          |  | |  | |
|                                                          |  | Nicola Francesco (1702-1765) - Laureato in legge, membro del collegio dei giurisperiti dal 1738, fu anche giudice a Milano e a Pavia.                                                             |  | |
|                                                          |  | |  | |
|                                                          |  | Giuseppe |  | |
|                                                          |  | |  | |
|                                                          |  | Marianna |  | |
|                                                          |  | |  | |
|                                                          |  | Ignazio |  | |
|                                                          |  | |  | |
|                                                          |  | Anna Maria - Sposò un Cattaneo «fisico» |  | |
|                                                          |  | |  | |
|                                                          |  | Gerolamo - «Canonico ordinario del Duomo» |  | |
|                                                          |  | |  | |
|                                                          |  | Angiola - Sposò Alberto Priorino nel 1619 |  | |
|                                                          |  | |  | |